# Westfälische Provinzialverwaltung
Innerhalb der Westfälischen Provinzialverwaltung nahm der Provinzialverband die kommunalen Aufgaben war. Dazu gehörte auch die Betriebsführung von Kleinbahnen.
In den 1930er- und 1940er-Jahren handelte es sich um die:
- - Kleinbahn Steinhelle–Medebach GmbH
  - Kleinbahn Unna–Kamen–Werne GmbH
  - Kleinbahn Weidenau–Deuz GmbH
  - Tecklenburger Nordbahn AG

Nach der Gründung des Landes Nordrhein-Westfalen gingen die Aufgaben des Provinzialverbandes – also auch die Kleinbahnabteilung – auf den Landschaftsverband Westfalen-Lippe über. Dieser übertrug 1970 das gesamte Verkehrswesen der Westfälischen Verkehrsgesellschaft. Die Kleinbahn Weidenau-Deuz ging schon im April 1955 an die Siegener Kreisbahn und 1970 in dieser auf.